# داء المثقبيات
داء المثقبيات هو اسم لعدة أمراض تسببها أوالي طفيلية مثقبية من جنس المثقبيات. يشمل ذلك عند البشر داء المثقبيات الأفريقي، وداء شاغاس، وهناك العديد من الأمراض الأخرى تصيب الحيوانات.
يعاني نحو 30 ألف شخص في 36 دولة من جنوب الصحراء الكبرى الأفريقية داءَ المثقبيات الأفريقي، الذي تسببه إما المثقبية البروسية الغامبية، أو المثقبية البروسية الروديسية. يسبب داء شاغاس 21 ألف حالة وفاة سنويًا، وتكون بشكل رئيسي في أمريكا اللاتينية.

## العلامات والأعراض
تتظاهر لدغة ذبابة تسي تسي بشكل قرحة حمراء مؤلمة، وخلال بضعة أسابيع سيعاني المصاب حمى، وتورّمًا في الغدد اللمفاوية، ووجود دم في البول، وألمًا عضليًا ومفصليًا، وصداعًا، وتهيجًا. في المرحلة الأولى، يعاني المريض فقط نوباتٍ متقطعةً من الحمى مع اعتلال عقد لمفية، وعلاماتٍ وأعراضًا أخرى غير نوعية. تتميز المرحلة الثانية من المرض بإصابة الجهاز العصبي المركزي مع أعراض وعلامات عصبية واسعة النطاق، مثل حدوث تغيرات في الشخصية، وتغيّر الساعة البيولوجية (النُظم اليوماوي)، والتخليط، والكلام المتداخل، والنوبات الصرعية، وصعوبة المشي والكلام. قد تتطوّر هذه المشاكل على مدار سنوات عديدة، وإذا لم تُعالَج، فسوف تحدث الوفاة، وذلك أمر شائع في القارة الأفريقية.

## التشخيص
قد يظهر عند الماشية المصابة تضخم الغدد اللمفاوية والأعضاء الداخلية. يُعد فقر الدم الانحلالي علامة مميزة. من الشائع حدوث إصابات جهازية، وضائعات تناسلية، ويبدو على الماشية المصابة أنها ستموت.
تظهر عند الخيول المصابة بالحُلاق (المرض الذي تسببه المثقبيات) علامات الوذمة البطنية والتناسلية، وشرى.
قد تظهر عند الكلاب والقطط المصابة علامات جهازية شديدة.
يعتمد التشخيص على رؤية السوطيات في عينة مسحة دموية من دم المصاب. قد تكون الكائنات الحية المتحركة مرئية في الغلالة الشهباء عندما نزيد تكبير العدسة على عينة الدم. الاختبارات المصلية شائعة أيضًا.

## الوقاية
يجب الأخذ بعين الاعتبار وجود سلالات مثقبيات مقاومة في مزارع الماشية إذا كان المرض واسع الانتشار.
السيطرة على الذباب الناقل هي خيار آخر، ولكن يصعب تنفيذه.
الطرق الرئيسية للسيطرة على داء المثقبيات الأفريقي هي تقليل مستودعات العدوى وأعداد ذبابة تسي تسي. يساعد فحص الأشخاص المعرضين للخطر في تحديد المرضى في مرحلة مبكرة. يجب إجراء التشخيص في أقرب وقت ممكن وقبل البدء بالمرحلة المتقدمة، لتجنب إجراءات العلاج المعقدة والصعبة والمحفوفة بالمخاطر.

### الوقاية الممكنة
يمكن الوقاية من داء المثقبيات في المستقبل عن طريق تطبيق تغييرات جينية على ذبابة تسي تسي. بما أن ذبابة تسي تسي هي الناقل الرئيسي للخمج، سيكون جعل الذبابة غير قادرة على نقل المرض عن طريق تغيير جينومها عاملًا رئيسيًا في محاولة استئصال المرض. إن التقنيات الحديثة، مثل كريسبر، التي تسمح بالهندسة الوراثية بشكل أرخص وأسهل، يمكن أن تسمح بإجراء مثل هذه التدابير. أدى برنامج رائد في السنغال، بتمويل من الوكالة الدولية للطاقة الذرية، إلى تقليل عدد ذبابة تسي تسي إلى حد كبير عن طريق إدخال ذكور ذباب تسي تسي مُعقّم عن طريق تعريضه لأشعة غاما.

## العلاج
تُعالج المرحلة الأولى من المرض عادة بالبنتاميدين أو السورامين بشكل حقن عضلية أو تسريب وريدي في حال وجود إمكانية لمراقبة المريض والجرعات بشكل كافٍ. تُعالج المرحلة الثانية من المرض بالميلارسوبرول أو الإفلورنيثين، ويفضل أن يكون طريق إدخاله إلى الجسم عبر الوريد. كل من البنتاميدين والسوريمين له آثار جانبية محدودة. الميلارسوبرول فعال جدًا ولكن له العديد من الآثار الجانبية الخطيرة التي قد تسبب أضرارًا للجهاز العصبي للمريض، وعلى أي حال، غالبًا ما يكون هذا الدواء هو الأمل الأخير للمريض في العديد من الحالات المتأخرة. الإفلورنيثين باهظ الثمن بشدة، ولكن له آثارًا جانبية يمكن علاجها بسهولة. تقدم منظمة الصحة العالمية الإفلورنيثين مجانًا في المناطق التي يستوطن فيها هذا المرض.

## في الحيوانات

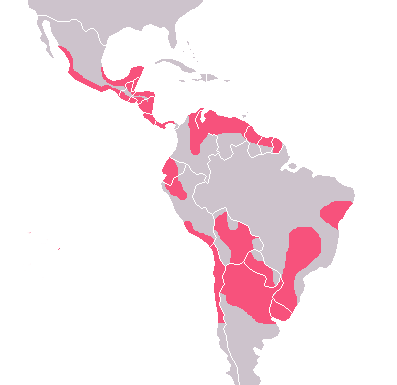
مناطق انتشار داء شاغاس باللون الأحمر

الناغانا، أو داء التريبانوسوما في الحيوانات، وتُسمى أيضًا «السوما» أو «السومايا» في السودان.
- السورا.
- مال دي كاردياس، أو كوبرا بوندا (في أمريكا الجنوبية الوسطى والبرازيل).
- مورينا دي كاديراس (في بنما في ديرينجاديرا دي كاديراس).
- الحلاق.
- الحمى الدنفية (متنوعة).
- داء الحصان الغامبي (في وسط أفريقيا).
- الباليري (السودان).
- الكاودزيرا (داء المثقبيات الروديسي).
- الطهجة (مرض الإبل في الجزائر).
- غالزيتك (الحمى الصفراء عند الماشية؛ مرض المرارة في جنوب أفريقيا).
- بيست بوبا (في فنزويلا؛ ديرينجاديرا).

تُصاب بعض أنواع الأبقار، مثل الجاموس الأفريقي والنداما والكيتيكو، بالمثقبيات المقاومة لكن دون ظهور الأعراض عليها. العجول أكثر مقاومة من الحيوانات البالغة.